# Unione Sportiva Livorno 1984-1985
Questa pagina raccoglie le informazioni riguardanti l'Unione Sportiva Livorno nelle competizioni ufficiali della stagione 1984-1985.

## Stagione
Nella stagione 1984-1985 il nuovo tecnico amaranto è l'ex centrocampista del Bologna e della nazionale Romano Fogli. Dopo il trionfale cammino della stagione scorsa, con la risalita in Serie C1, Renzo Melani è approdato ad allenare il Mantova. Molti i volti nuovi per affrontare il girone A della categoria superiore, tra questi volti, arrivato dal Prato il centravanti pugliese Cesare Vitale autore di 12 reti, 2 in Coppa Italia e 10 in campionato. Il girone di andata non è stato esaltante. Gli amaranto emergono nel girone di ritorno con le vittorie fuori casa di Firenze e di Carrara, mentre all'Ardenza vengono sconfitte Modena, Spal ed Asti. Il settimo posto finale non consente, solo per differenza reti, di partecipare il prossimo anno alla Coppa Italia di Serie A e B. Salgono in Serie B il Brescia ed il Lanerossi Vicenza.
Nella Coppa Italia di Serie C i labronici, prima del campionato, disputano il girone K di qualificazione, vinto dal Pontedera che accede ai sedicesimi di finale, davanti al Prato, alla Rondinella ed al Livorno. In primavera parentesi internazionale per il Livorno, che ha partecipato al Torneo Interleghe Anglo-Italiano di Serie C, il "Gigi Peronace Memorial", al quale hanno partecipato due squadre inglesi e due italiane, in semifinale gli amaranto hanno battuto (4-1) gli inglesi del Bognor Regis Town, in finale sono stati superati (2-1) dal Pontedera.

## Rosa
| N. |                   | Ruolo | Calciatore        |
| -- | ----------------- | ----- | ----------------- |
|    | Italia (bandiera) | P     | Giancarlo Beni    |
|    | Italia (bandiera) | C     | Walter Berlini    |
|    | Italia (bandiera) | C     | Claudio Bertini   |
|    | Italia (bandiera) | D     | Walter Casarotto  |
|    | Italia (bandiera) | C     | Ilario Cozzi      |
|    | Italia (bandiera) | C     | Fabrizio De Poli  |
|    | Italia (bandiera) | D     | Alberto De Rossi  |
|    | Italia (bandiera) | C     | Vittore Erba      |
|    | Italia (bandiera) | C     | Aldo Finetto      |
|    | Italia (bandiera) | A     | Stefano Garbuglia |
|    | Italia (bandiera) | C     | Francesco Ilari   |
|    | Italia (bandiera) | A     | Antonello Liucci  |

| N. |                   | Ruolo | Calciatore          |
| -- | ----------------- | ----- | ------------------- |
|    | Italia (bandiera) | D     | Maurizio Manetti    |
|    | Italia (bandiera) | C     | Jacopo Mariani      |
|    | Italia (bandiera) | A     | Stefano Mariani     |
|    | Italia (bandiera) | C     | Marco Meloni        |
|    | Italia (bandiera) | D     | Marcello Montanari  |
|    | Italia (bandiera) | C     | Stefano Pontis      |
|    | Italia (bandiera) | D     | Alessandro Stoppani |
|    | Italia (bandiera) | D     | Paolo Tognarelli    |
|    | Italia (bandiera) | P     | Angelo Venturelli   |
|    | Italia (bandiera) | C     | Maurizio Villanova  |
|    | Italia (bandiera) | A     | Cesare Vitale       |

## Risultati

### Campionato

#### Girone di andata
| Arbitro: | Amendolia (Messina) |

|             |           |           |
| Berlini 85’ | Marcatori | 72’ Picco |

| Arbitro: | Conforti (Macerata) |

|             |           |  |
| Rabitti 27’ | Marcatori |  |

| Livorno 7 ottobre 1984 3ª giornata | Livorno           | 0 – 0 | Rondinella | Stadio Ardenza\| Arbitro: \| Baldacci (Torino) \| |
| Arbitro:                           | Baldacci (Torino) |       |            |                                                   |

| Arbitro: | Creati (Acireale) |

|  |           |                                |
|  | Marcatori | 2’ Ilari 47’ Vitale 82’ Pontis |

| Arbitro: | Baldas (Trieste) |

|            |           |            |
| Vitale 49’ | Marcatori | 21’ Zerbio |

| Arbitro: | Satariano (Palermo) |

|               |           |  |
| Tirapelle 11’ | Marcatori |  |

| Arbitro: | Calabretta (Catanzaro) |

|  |           |             |
|  | Marcatori | 52’ Ramella |

| Arbitro: | Felicani (Bologna) |

|                          |           |            |
| Ceramicola 26’ Mochi 89’ | Marcatori | 68’ Vitale |

| Arbitro: | Bin (Torino) |

|                                 |           |                  |
| Vitale 33’ (rig.) Garbuglia 72’ | Marcatori | 56’ (rig.) Pozzi |

| Arbitro: | Gava (Conegliano) |

|               |           |               |
| Trombetta 57’ | Marcatori | 88’ Garbuglia |

| Livorno 2 dicembre 1984 11ª giornata | Livorno           | 0 – 0 | Lanerossi Vicenza | Stadio Ardenza\| Arbitro: \| Caprini (Perugia) \| |
| Arbitro:                             | Caprini (Perugia) |       |                   |                                                   |

| Arbitro: | Bettini (Forlì) |

|               |           |                       |
| Bernardini 6’ | Marcatori | 48’ Vitale 55’ Pontis |

| Arbitro: | Acri (Novi Ligure) |

|                   |           |                     |
| Vitale 32’ (rig.) | Marcatori | 30’ (rig.) Crialesi |

| Arbitro: | De Luca (Napoli) |

|                    |           |  |
| Scarsella 66’, 86’ | Marcatori |  |

| Arbitro: | Amendolia (Messina) |

|                          |           |             |
| Zannoni 17’ Righetti 65’ | Marcatori | 12’ De Poli |

| Arbitro: | Conforti (Macerata) |

|            |           |               |
| Vitale 75’ | Marcatori | 86’ Maritozzi |

| Arbitro: | Guidi (Bologna) |

|              |           |               |
| Marchese 51’ | Marcatori | 22’ Garbuglia |

#### Girone di ritorno
| Sanremo 3 febbraio 1985 18ª giornata | Sanremese          | 0 – 0 | Livorno | Stadio di Sanremo\| Arbitro: \| Fabricatore (Roma) \| |
| Arbitro:                             | Fabricatore (Roma) |       |         |                                                       |

| Arbitro: | Tarallo (Como) |

|                        |           |  |
| Garbuglia 1’ Ilari 13’ | Marcatori |  |

| Arbitro: | Ingargiola (Marsala) |

|  |           |                  |
|  | Marcatori | 9’ (aut.) Strano |

| Arbitro: | Nicoletti (Agropoli) |

|                        |           |                |
| De Poli 68’ Pontis 72’ | Marcatori | 84’ Di Stefano |

| Arbitro: | Dal Forno (Ivrea) |

|                       |           |                          |
| Cacciatori 75’ (rig.) | Marcatori | 26’ De Poli 66’ De Rossi |

| Livorno 10 marzo 1985 23ª giornata | Livorno       | 0 – 0 | Treviso | Stadio Ardenza\| Arbitro: \| Isola (Parma) \| |
| Arbitro:                           | Isola (Parma) |       |         |                                               |

| Arbitro: | Scalise (Bologna) |

|  |           |          |
|  | Marcatori | 58’ Erba |

| Arbitro: | Lo Russo (Milano) |

|             |           |                |
| De Poli 64’ | Marcatori | 73’ Ceramicola |

| Pavia 6 aprile 1985 26ª giornata | Pavia            | 0 – 0 | Livorno | Stadio Comunale\| Arbitro: \| Perdonò (Foggia) \| |
| Arbitro:                         | Perdonò (Foggia) |       |         |                                                   |

| Arbitro: | Baroni (Macerata) |

|                                     |           |  |
| Vitale 8’ (rig.), 80’ Garbuglia 32’ | Marcatori |  |

| Arbitro: | Barbaraci (Cagliari) |

|                                     |           |  |
| Montani 15’ Rondon 53’ Nicolini 83’ | Marcatori |  |

| Arbitro: | Satariano (Palermo) |

|               |           |              |
| Garbuglia 23’ | Marcatori | 45’ L. Rossi |

| Arbitro: | Bailo (Novi Ligure) |

|               |           |            |
| Di Nicola 66’ | Marcatori | 85’ Liucci |

| Arbitro: | Greco (Brindisi) |

|  |           |                    |
|  | Marcatori | 58’, 91’ Ceccarini |

| Arbitro: | Fabricatore (Roma) |

|               |           |                    |
| Garbuglia 47’ | Marcatori | 41’ (rig.) Zannoni |

| Arbitro: | Isola (Parma) |

|                           |           |               |
| Gritti 62’ Maragliulo 81’ | Marcatori | 71’ Garbuglia |

| Arbitro: | Arcovito (Messina) |

|                   |           |  |
| Vitale 14’ (rig.) | Marcatori |  |

### Coppa Italia

#### Girone K
| Arbitro: | Fiorenza (Siena) |

|                       |           |             |
| Meloni 8’ Finetto 87’ | Marcatori | 77’ Mozzini |

| Livorno 26 agosto 1984 2ª giornata | Livorno             | 0 – 0 | Prato | Stadio Ardenza\| Arbitro: \| Bailo (Novi Ligure) \| |
| Arbitro:                           | Bailo (Novi Ligure) |       |       |                                                     |

| Arbitro: | Acri (Novi Ligure) |

|                            |           |            |
| Ciardelli 3’ Brandolini 7’ | Marcatori | 57’ Vitale |

| Arbitro: | Gava (Conegliano) |

|  |           |                   |
|  | Marcatori | 29’ (rig.) Vitale |

| Arbitro: | Guidi (Bologna) |

|                         |           |  |
| Telesio 75’ Pessina 76’ | Marcatori |  |

| Arbitro: | Sanguineti (Chiavari) |

|  |           |                    |
|  | Marcatori | 1’, 60’ Brandolini |